# روپاتادین
روپاتادین (انگلیسی: Rupatadine) یک آنتی‌هیستامین نسل دوم است که خاصیت آنتاگونیستی علیه فاکتور فعال‌کننده پلاکتی (PAF) دارد و در درمان آلرژی‌ها بکار می‌رود. این دارو توسط شرکت اوریاک ساخته شد.
این دارو عموماً برای درمان رینیت و کهیر تجویز می‌شود و برخلاف برخی آنتی‌هیستامین‌ها، خواب‌آور نیست. عوارض جانبی نادر این دارو شامل احساس خستگی، خواب‌آلودگی و سردرد است.